# Alegrete (Rio Grande do Sul)
Alegrete é um município brasileiro localizado na Região Sudoeste do estado do Rio Grande do Sul, nos campos do Bioma Pampa e do Aquífero Guarani. A distância até a capital Porto Alegre, é de 509 quilômetros.
Possui uma população de 72 409 habitantes, de acordo com estimativas de 2022 do Instituto Brasileiro de Geografia e Estatística (IBGE). É o maior município do Rio Grande do Sul, da Região Sul e o 186º do Brasil, com mais de 7 800 quilômetros quadrados.

## História
As origens do município do Alegrete datam do início do século XIX, na Conquista das Missões em 1801, quando os riograndenses Borges do Canto e Santos Pedroso conquistaram para a coroa portuguesa o território das Missões Jesuíticas, ao norte do Rio Ibicuí.
Para manter a conquista, a Coroa Portuguesa lança ao sul do mesmo rio a Guarda Portuguesa do Rio Inhanduí, em torno da qual forma-se um povoado. Ali foi erguida uma capela sob o orago de Nossa Senhora Aparecida, em 1814.
As contínuas lutas de fronteira, agora entre o Reino de Portugal e os dissidentes ao recém constituído governo das Províncias Unidas do Rio da Prata, provocou o ataque dos uruguaios de D. José Artigas e a queima da povoação e da capela, conhecida hoje como "Capela Queimada", em 16 de junho de 1816.
Isso causou a transferência dos seus povoadores para a margem esquerda do Rio Ibirapuitã, que ali foram chegando até 22 de dezembro de [[. Eles abrigaram-se junto ao acampamento militar do Quartel General do Capitão-General e Governador Luis Telles da Silva Caminha e Menezes, o Marquês de Alegrete, ao lado do general Joaquim Xavier Curado, do tenente-coronel José de Abreu, futuro Barão de Cerro Largo, e do general Tomás da Costa Rabelo Corrêa e Silva. Em 26 de dezembro de 1816 foi realizado o primeiro batismo católico romano no local do acampamento, da menina Zeferina, pelo capelão da Legião do Exército, o Padre José de Freitas.
Em 27 de janeiro de 1817, o Comandante do Distrito de Entre Rios, Tenente Coronel José de Abreu manda iniciar a construção das moradias para os fugitivos do Inhanduí. Quando José de Abreu recebeu as ordens do Marquês para erguimento da povoação, ele já havia determinado o local e iniciado o povoamento, com a construção das primeiras habitações, ali, na retaguarda das tropas, nos fundos do acampamento do Ibirapuitã.
Antônio José Vargas, senhor da sesmaria, foi o doador das terras onde está a cidade. Mas D. Luís Teles da Silva Caminha e Meneses - quinto Marquês de Alegrete - na qualidade de Governador e comandante militar, foi o fundador legal de Alegrete, que dele tomou o nome, porque, por sua autoridade, foi estabelecida e legalmente reconhecida, já que era o representante de D. João VI, Rei do Reino Unido de Portugal, Brasil e Algarves.
Em 1820, é elevada à Capela Curada, com poderes eclesiásticos nos territórios que abrangem os atuais municípios de Uruguaiana, Quaraí, Livramento, Rosário do Sul e o atual Departamento de Artigas, na República Oriental do Uruguai, até o rio Rio Arapey, vinculada a São Borja e por sua vez a Rio Pardo.

## Geografia
Seus distritos administrativos são:
- 1º Distrito Alegrete 108km²
- 2º Sub-distrito Itapororó 948km²
- 3º Sub-distrito Durasnal 796km²
- 4º Sub-distrito Vasco Alves 826km²
- 5º Sub-distrito Inhanduí 1.541km²
- 6º Sub-distrito Catimbau 733km²
- 7º Sub-distrito Guaçu Boi 958km²
- 8º Sub-distrito São Miguel 1.010km²
- 2º Distrito Passo Novo 1.016km²

### Clima
O clima da região é subtropical, temperado quente, com chuvas bem distribuídas e estações bem definidas (Cfa na classificação de Köppen). A média de precipitação pluviométrica é de aproximadamente 150mm anuais. A menor média de precipitação acontece em agosto e a maior em Outubro.
A temperatura média anual é de 19,1°C. A temperatura mínima observada entre 1961 e 1990 pelo Instituto Nacional de Meteorologia (INMET) foi de -4,1°C em 17 de junho de 1971 e a máxima de 40,8 °C em 20 de janeiro de 2022. Porém a máxima absoluta foi de 42,6°C em 19 de janeiro de 1917.  A formação de geadas ocorrem eventualmente entre maio e setembro. A umidade relativa média do ar é de aproximadamente 75%.
| Dados climatológicos para Alegrete (1961-1990)    | Dados climatológicos para Alegrete (1961-1990) | Dados climatológicos para Alegrete (1961-1990) | Dados climatológicos para Alegrete (1961-1990) | Dados climatológicos para Alegrete (1961-1990) | Dados climatológicos para Alegrete (1961-1990) | Dados climatológicos para Alegrete (1961-1990) | Dados climatológicos para Alegrete (1961-1990) | Dados climatológicos para Alegrete (1961-1990) | Dados climatológicos para Alegrete (1961-1990) | Dados climatológicos para Alegrete (1961-1990) | Dados climatológicos para Alegrete (1961-1990) | Dados climatológicos para Alegrete (1961-1990) | Dados climatológicos para Alegrete (1961-1990) |
| Mês                                               | Jan                                            | Fev                                            | Mar                                            | Abr                                            | Mai                                            | Jun                                            | Jul                                            | Ago                                            | Set                                            | Out                                            | Nov                                            | Dez                                            | Ano                                            |
| ------------------------------------------------- | ---------------------------------------------- | ---------------------------------------------- | ---------------------------------------------- | ---------------------------------------------- | ---------------------------------------------- | ---------------------------------------------- | ---------------------------------------------- | ---------------------------------------------- | ---------------------------------------------- | ---------------------------------------------- | ---------------------------------------------- | ---------------------------------------------- | ---------------------------------------------- |
| Temperatura máxima recorde (°C)                   | 40,8                                           | 39,3                                           | 38,7                                           | 35,1                                           | 33,8                                           | 30,6                                           | 31,3                                           | 34,2                                           | 34,3                                           | 36,2                                           | 38,4                                           | 39,8                                           | 40,8                                           |
| Temperatura máxima média (°C)                     | 31,3                                           | 30,8                                           | 28,7                                           | 25,4                                           | 22,2                                           | 19,7                                           | 19,7                                           | 20,8                                           | 22,6                                           | 25,1                                           | 28                                             | 30,6                                           | 25,4                                           |
| Temperatura média (°C)                            | 24,7                                           | 24,4                                           | 22,3                                           | 18,7                                           | 15,8                                           | 13,7                                           | 13,7                                           | 14,6                                           | 16,5                                           | 18,9                                           | 21,5                                           | 24                                             | 19,1                                           |
| Temperatura mínima média (°C)                     | 19,1                                           | 19                                             | 17,3                                           | 13,7                                           | 11                                             | 9                                              | 9,1                                            | 10                                             | 11,6                                           | 13,5                                           | 15,5                                           | 17,9                                           | 13,9                                           |
| Temperatura mínima recorde (°C)                   | 9,2                                            | 9,2                                            | 6,2                                            | 2,5                                            | 0,2                                            | −4,1                                           | −3,8                                           | −2,5                                           | 0,2                                            | 2,1                                            | 4,6                                            | 7                                              | −4,1                                           |
| Precipitação (mm)                                 | 135                                            | 137,9                                          | 160,4                                          | 125,5                                          | 130,9                                          | 93,9                                           | 115,2                                          | 90,8                                           | 130,2                                          | 158,4                                          | 87,9                                           | 126,1                                          | 1 492,2                                        |
| Dias com precipitação (≥ 1 mm)                    | 9                                              | 6                                              | 7                                              | 6                                              | 6                                              | 6                                              | 9                                              | 8                                              | 8                                              | 8                                              | 6                                              | 7                                              | 86                                             |
| Umidade relativa (%)                              | 68,6                                           | 71,8                                           | 75,3                                           | 77,1                                           | 79,6                                           | 80,6                                           | 79,7                                           | 75,8                                           | 73,7                                           | 71                                             | 67,2                                           | 65,1                                           | 73,8                                           |
| Insolação (h)                                     | 273,4                                          | 247,1                                          | 232,8                                          | 207,5                                          | 196,3                                          | 155,1                                          | 164,7                                          | 185,2                                          | 186,6                                          | 239,9                                          | 276,1                                          | 296,4                                          | 2 661,1                                        |
| Fonte: Instituto Nacional de Meteorologia (INMET) |                                                |                                                |                                                |                                                |                                                |                                                |                                                |                                                |                                                |                                                |                                                |                                                |                                                |

## Educação
Para o ensino de 1° e 2° graus a cidade conta com 32 escolas municipais, 47 escolas estaduais, uma federal, e seis privadas. A maior é o Instituto Estadual de Educação de 1° e 2° Graus Oswaldo Aranha (IEEOA), a segunda é o Colégio Estadual de 1º e 2º Graus Emilio Zuñeda e a terceira é Escola Estadual de Ensino Médio Demétrio Ribeiro.
Na rede de ensino, em 2003, havia um total de 23.395 alunos, sendo 2.000 no infantil, 13.913 no fundamental, 4.070 no médio, 213 na educação especial e 3.199 na educação de jovens e adultos (EJA).
O corpo docente (também em 2003) era composto de 1.149 professores, sendo de 877 no ensino fundamental e 262 no ensino médio.
A taxa de analfabetos (2003) era de 7,7%, num total de 4.721 habitantes.
Há 8 museus: Museu do Gaúcho Ícaro Ferreira da Costa junto ao Arquivo Municipal "Miguel Jacques Trindade"; museu de Artes José Pinto Bicca de Medeiros(MAARA), museu Oswaldo Aranha, CEPAL - Centro de Pesquisa e Documentação de Alegrete junto ao Museu Paleontológico, Museu da Fazenda da Cascata na região da Lagoa do Parové, Museu Cel. Vasco Alves Pereira na região da Rivadávia, museu do 12º Batalhão de Engenharia de Combate e museu do 6º RCB.
Tem várias bibliotecas, sendo as maiores a do IEEOA (Instituto Estadual de Educação de 1° e 2° Graus "Oswaldo Aranha"), a do Centro Cultural "Adão Ortiz Houayek" , da URCAMP e do CEPAL.
Há várias extensões ou "campi" de várias universidades gaúchas: UERGS (Universidade Estadual do Rio Grande do Sul), URCAMP (Universidade da Região da Campanha), UNIPAMPA (Universidade Federal do Pampa), e IFFar (Instituto Federal de Educação, Ciência e Tecnologia Farroupilha) que agregou a antiga EAFA (Escola Agrotécnica Federal de Alegrete). Além, possui a UNOPAR (Universidade Norte do Paraná), UNINTER (Universidade Internacional) e UNIASSELVI como representantes de polos educacionais à distância na fronteira oeste.

## Economia

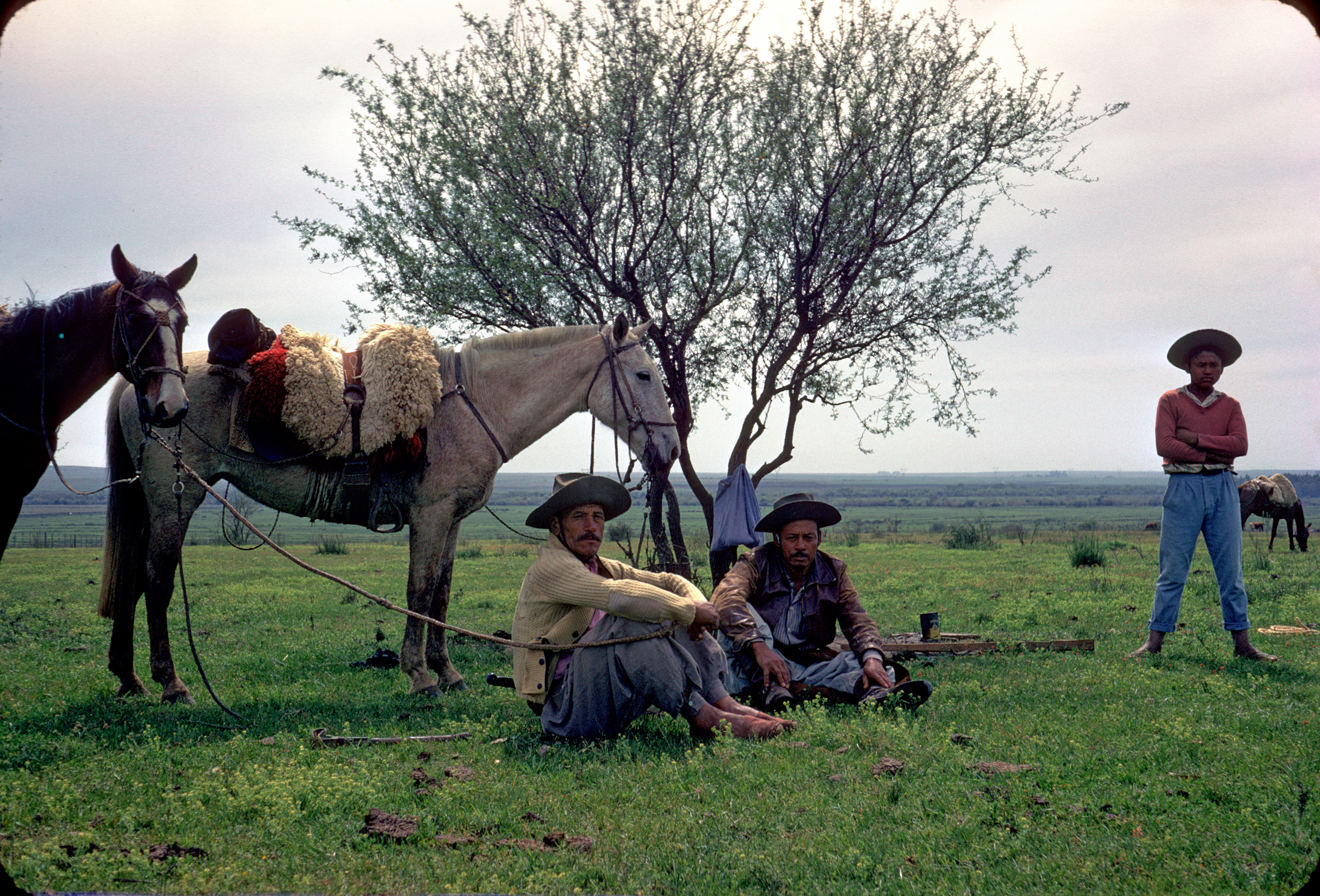
Gaúchos cuidando de equinos no interior de Alegrete

Sua economia é baseada principalmente na agricultura (arroz - 45.000 ha; soja - 16.000 ha; milho - 11.000 ha; sorgo - 3.000 ha e trigo - 1.500 ha) e na pecuária bovina (536.536 cabeças - o maior rebanho do Estado); ovina (423.446  cabeças); equina (± 20.000 cabeças); suína (± 9.000 cabeças) e bubalina (± 2.000 cabeças). A produção de lã é de cerca de 900 toneladas anuais e de leite é de  15.269 litros.
Há também cerca de 90.000 Galináceos (sendo ± 40.000 galinhas) com uma produção anual de ± 450.000 dúzias de ovos.
A apicultura produz anualmente cerca de oitenta mil litros de mel.
- Energia elétrica:
  - Consumidores: 23.248
  - Consumo: 16 MW
  - Pontos de iluminação pública: 95% da Cidade
- Água e esgoto:
  - Total de economias: 29.994
  - Total de ligações de água: 24.841

Os bens produzidos na cidade são transportados principalmente por caminhões, uma vez que os trens praticamente não circulam mais na cidade

## Comunicação

### Revistas
Revista EmFoco

### Jornais
- Gazeta de Alegrete - o mais antigo do Estado do Rio Grande do Sul, fundado em 1882
- Diário de Alegrete
- Jornal Em Questão
- Jornal Expresso Minuano

### Emissoras de Rádio
- Rádio Sentinela - FM 104,9MHz (Comunitária)
- Rádio Minuano FM - 97,5MHz
- Rádio Nativa FM - FM 105,9MHz
- Rádio Alegrete - AM 590kHz
- Rádio Gazeta - AM 1370kHz
- Rádio Universitária - Web Rádio
- Repórter Diário Alegrete Tudo

### Web TV
- Pop TV

## Carnaval
No Carnaval de Alegrete há atualmente o desfile cinco escolas de samba.
- Unidos dos Canudos
- Mocidade Independente da Cidade Alta (MICA)
- Acadêmicos do Por do Sol
- Nós os Ritmistas
- Imperatriz da Praça Nova
- Império do Bráz
- União da Ponte

## Usina Termoelétrica Osvaldo Aranha
Inaugurada em 17 de setembro de 1968 pelo presidente Artur da Costa e Silva, noticiada com grande notoriedade pelo Jornal Tribuna da Imprensa que relatou a época da vital importância da fundação dessa usina que resolveria o problema energético de 14 cidades do interior gaúcho. Atualmente a Usina está desativada.

## Prefeitos
- 1925 - Osvaldo Aranha (PRR)
- 1956 - Waldemar Borges (PTB)
- 1968 - Arnaldo da Costa Paz (MDB)
- 1973 - Adão Ortiz Houayek (MDB)
- 1977 - José Rubens Pillar (ARENA)
- 1982 - Ernani Mota Antunes (PDS)
- 1983 - Adão Conceição Dornelles Faraco (PMDB)
- 1987 - Nilo Soares Gonçalves (PMDB)
- 1989 - José Rubens Pillar (PDS)
- 1993 - Nilo Soares Gonçalves (PMDB) com 22.621 votos
- 1997 - José Carlos de Moura Jardim Filho (PPB) com 17.907 votos
- 2001 - José Rubens Pillar (PPB) eleito com 16.255 votos
- 2005 - José Rubens Pillar (PP) eleito com 16.574 votos - Falecido em 18 de agosto de 2008.
- 2008 - João Nicanor Prestes Sobrosa (PP)
- 2009 - Erasmo Guterres Silva (PMDB) com 16.176 votos
- 2013 - Erasmo Guterres Silva (PMDB) com 23.075 votos
- 2017 - Cleni Paz da Silva (PP) com 22.073 votos - Falecida em 23 de dezembro de 2018.
- 2018 - Márcio Fonseca do Amaral (MDB)
- 2020 - Márcio Fonseca do Amaral (MDB) com 16.038 votos
- 2024 - Jesse Trindade (MDB) com 15.796 votos

## Alegretenses ilustres
- Mário Quintana - um dos maiores poetas brasileiros
- Osvaldo Aranha - advogado, político, diplomata, estadista
- João Saldanha - jornalista esportivo, advogado, jogador de futebol e treinador do Botafogo de Futebol e Regatas e da Seleção Brasileira de Futebol
- Paulo César Pereio - ator
- Demétrio Ribeiro - engenheiro, político e jornalista
- Franklin Gomes Souto - advogado e abolicionista
- Celestino Valenzuela - ex-narrador esportivo
- Antônio Augusto Fagundes - historiador e apresentador do Galpão Crioulo na RBS TV
- Ladário Pereira Teles - militar que alcançou a patente de general-de-divisão, ex-comandante do III Exército
- Walmor Chagas - ator
- Neto Fagundes -  radialista, cantor, compositor, comunicador e defensor das tradições gaúchas
- Sergio Faraco - Escritor
- Márcio Faraco - compositor
- Mila Spook - atriz e diretora de filmes adultos
- Wilson Paim - Cantor e compositor da música nativista